# Гармаш, Александр Андреевич
Александр Андреевич Га́рмаш (15 октября 1890 — июнь 1940, Днепропетровск) — украинский советский учёный в области технологии строительного производства, профессор.

## Биография
В 1916 году окончил Киевский политехнический институт, работал на крупных стройках СССР. Проектировал и руководил строительством 15 многопролётных железобетонных и арковых мостов в УССР, в том числе в районах Днепропетровской области, работал в спецуправлении по шлюзованию Днепра. По его проектам и под его руководством сооружены арочный железобетонный мост в парке имени Глобы, корпуса швейной и обувной фабрик в Днепропетровске. При его непосредственной помощи создавалась индустриальная база Днепрогэс, организовано промышленное строительство предприятия Днепросталь.
Работал преподавателем Катеринославского вечернего рабочего строительного техникума. С 1930 года работал в Днепропетровском строительном институте: заместитель директора по учебной и научной работе, заведующий кафедр организации работ, строительного производства. С 1932 года — член редакционного совета редакционно-издательской базы «Госстройтехиздат». Работал научным руководителем научно-исследовательского сектора института. В 1937—1938 годах исполнял обязанности директора института, затем — заместитель директора.
Профессор Гармаш работал в области организации и технологии строительного производства, в частности работал над проблемой ликвидации сезонности строительных работ: в 1931 году издал книгу «Строительные работы зимой», в 1933 году начал экспериментальные работы по электроподогреву бетона. Материалы и результаты этих исследований представлены в книге «Электроподогрев бетона». Важным вкладом в технологию строительного производства стал также его труд «Организация и механизация транспорта на строительных работах» (1934). В своей диссертации «Доменные шлаки и их рациональное использование» впервые обосновал теорию строительного производства. Впервые дал теоретическое обоснование для расчёта и проектирования строительных процессов с помощью математических методов (1939).
Работы А. А. Гармаша ... положили начало научной разработке основ индустриализации строительства...
Украинская советская энциклопедия, том 17. — С. 515.

## Опубликованные труды
- А. А. Гармаш. Строительные работы. — Ч. I.: Бетонирование на морозе. — Харьков, Днепропетровск: ВСНУ, Техническое издательство УССР, 1931.
- А. А. Гармаш. Организация и механизация транспорта на строительных работах. — ОНТИ: ГОССТРОЙИЗДАТ, 1934.
- А. А. Гармаш. Электроподогрев бетона. — Днепропетровск: Издание Днепропетровского инж.-строит. института, 1936.
- А. А. Гармаш. Теория строительных процессов. — Днепропетровск: Издание Днепропетровского инженерно-строительного института, 1939.
- А. А. Гармаш. Диалектический метод изучения строительного процесса. — 1940.